# 文英館
文英館是位於臺灣臺中市北區雙十路的藝文場館，是臺灣第一個文化活動機構，建築採中西合璧弧形新式設計，由一座弧型樓房及六角形集會禮堂所構成，門廳的屋頂是一座圓形天井設計，建築立面以簡潔平實的近代幾何造型營造出整齊有序的空間機能，是現代主義的建築精神，佔地面積7,679平方公尺，建坪4,710平方公尺。過去收藏臺灣民俗文物三千餘件、臺灣傳統版印及工藝為主。2012年由國立臺灣體育運動大學接收管理，目前為教學空間暫不對外開放，現在一樓兩側已改為具有特色的奧林匹克教育館及運動賽會中心、二樓兩側則改為運動傳播學系的影音製播中心及台灣體大的校史館、三樓則改為教師研究室。

## 歷史
- 1952年7月1日，中華民國空軍航空工業局（今漢翔工業）航空研究院（今國家中山科學研究院航空研究所）從臺中市中區公園路2號（原航空工業局局址）遷至此處。
- 1969年10月14日，航空研究院遷回公園路2號營區（航空技術局舊址，1974年8月再遷入西屯區航發中心廠區）。
- 1976年10月25日，企業家何永創辦的文英基金會所捐建的臺中市立文化中心完工。
- 1983年11月12日，因臺中市立文化中心英才路館舍啟用，雙十路館舍改為分館「文英館」。
- 2002年7月1日，臺中市政府文化局將文英館登錄為臺中市歷史建築。
- 2005年，文英館部分空間由迴廊咖啡取得經營權，轉型為多功能展演實驗劇場「文英館迴廊咖啡劇場」。
- 2010年12月25日，因臺中市縣合併，文英館改制為臺中市立大墩文化中心附屬展場。
- 2012年5月28日，國立臺灣體育運動大學有償撥用文英館[2]。

## 空間
台中市大墩文化中心租用空間（已閉館）
- 文英畫廊、主題畫廊：為各類創作者展出的場地，每月安排四至六檔畫展，為臺灣中部頗負盛名的畫廊。
- 台灣傳統版印特藏室：位於二樓的特定主題展示館，推廣臺灣傳統版印藝術，並於節慶安排特展及舉辦系列推廣活動。
- 民俗文物典藏庫房：位於三樓，為設有專業保存設備的臺灣民俗文物典藏庫房。

國立臺灣體育運動大學管理空間
- 圓夢廳：原中正廳，為可容納350～600人的中型展演廳。
- 沙龍廳：設在文英館二樓，可容納90～110人，並供個人、小型表演團體演出，讓愛樂人在享受演出同時，亦能享受香醇的咖啡。
- 戶外星空舞台：位於文英館右後方的露天開放性演出區，約可容納250-300人。提供表演者、各藝術教育文化機關進行各類型開放性的演出。
- 排練室：位於三樓左側，內部附有專業加高地板整面鏡牆及練習扶把、桌椅等設施，提供表演者演出前的排練，或各類舞蹈、戲劇的排練與教學。

## 交通
臺中市公車
台灣體院游泳池
- 台中客運：41、131、142、163
- 統聯客運：50、56、59、81
- 豐原客運：270、271、276、277
- 東南客運：7
- 全航客運：65
- 巨業交通：67
- 聯營：藍2

臺中一中
- 台中客運：154

## 外部連結
- 國立台灣體育運動大學 - 藝文場館 - 文英館 （页面存档备份，存于）